# Sasha Filipenko

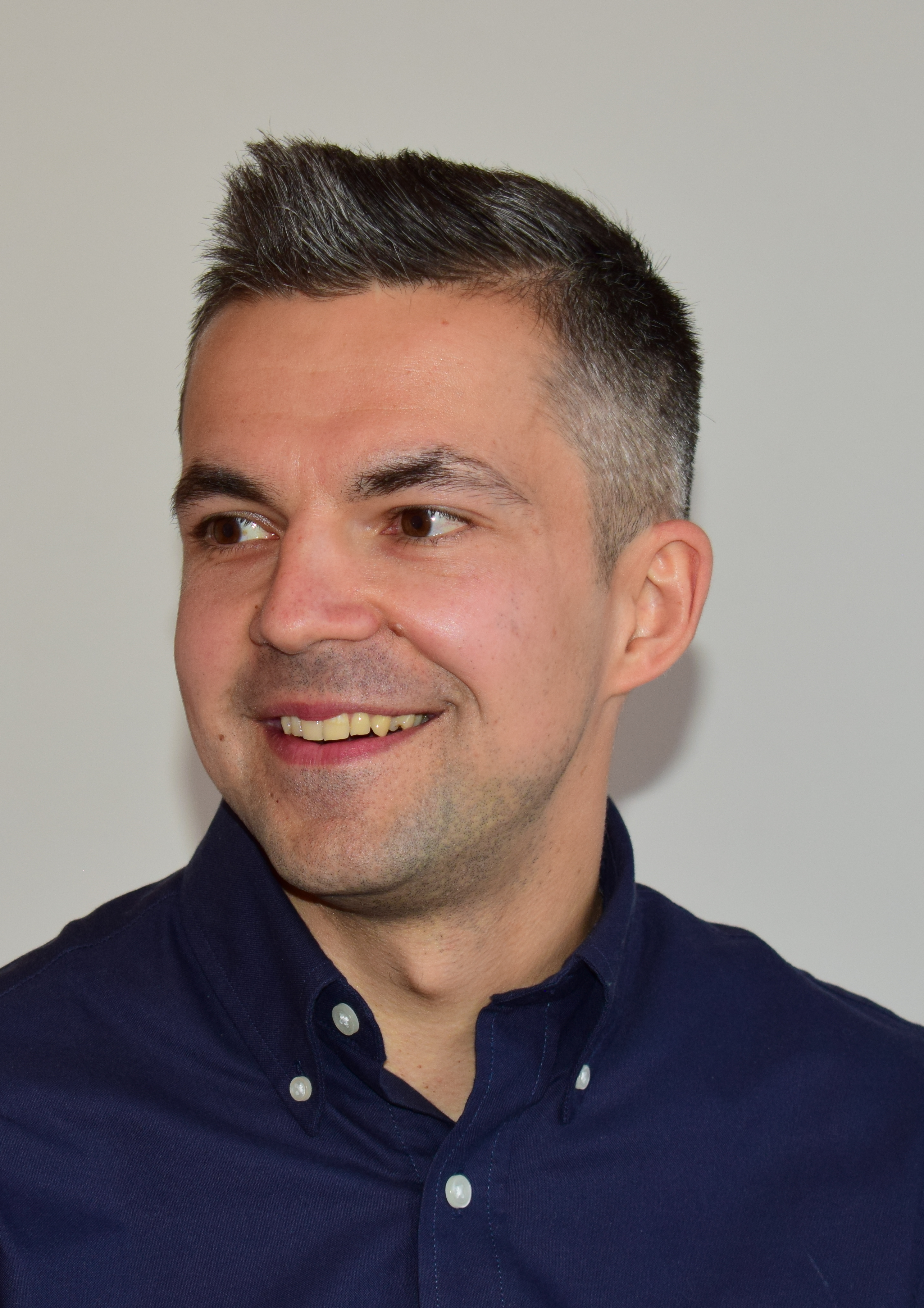
Sasha Filipenko, 2019

Sasha Filipenko (russisch: Саша Филипенко, belarussisch: Саша Філіпенка; * 12. Juli 1984 in Minsk, Belarussische SSR) ist ein belarussischer Schriftsteller, Journalist und TV-Moderator. Seine Bücher, die er auf Russisch schreibt, wurden in mehr als 15 Sprachen übersetzt. Filipenko steht in offener Opposition gegen den Präsidenten von Belarus, Aljaksandr Lukaschenka, wodurch ihm in seiner Heimat strafrechtliche Konsequenzen drohen. Er lebt mit seiner Familie im Schweizer Exil.

## Leben
Filipenko wurde in Minsk in einer russisch-ukrainischen Familie geboren. Nach dem Schulbesuch studierte er zunächst an der Europäischen Humanistischen Universität in Minsk. Nachdem die Universität im Jahr 2004 geschlossen worden war, wechselte er an die Staatliche Universität Sankt Petersburg und schloss das Studium der Literatur mit dem Bachelor (2007) und Master (2009) ab. Danach arbeitete er unter anderem für die unabhängigen russischsprachigen Fernsehsender Dozhd und RTVi.
Filipenkos Werke wurden in einer Reihe von Theatern aufgeführt, darunter Russlands führendem Avantgarde-Theater Gogol Center und dem klassischen Alexandrinsky-Theater. Sein Theaterstück Der ehemalige Sohn wurde in Belarus verboten und stattdessen in Kiew uraufgeführt. Sein Roman Die Jagd war ein Spiegel-Bestseller.

## Politische Aktivitäten
Während der Proteste in Belarus 2020-2021 schrieb Filipenko eine Reihe von Artikeln und äußerte sich in Interviews, in denen er das Regime Lukaschenkas scharf kritisierte und die Freilassung politischer Gefangener forderte. Im Jahr 2021 schrieb er einen offenen Brief an den Präsidenten des Internationalen Eishockeyverbands, in dem er sich gegen die Austragung der Weltmeisterschaft in Belarus aussprach. Der Brief wurde von mehreren europäischen Zeitungen veröffentlicht, darunter der Frankfurter Allgemeinen Zeitung. Im gleichen Jahr schrieb er einen offenen Brief an den Präsidenten des Internationalen Komitees vom Roten Kreuz, weil sich die Organisation weigerte, belarussische Gefängnisse zu inspizieren, in denen politische Gefangene nach den Protesten gefoltert wurden.
Im Jahr 2022 sprach er auf der Münchner Sicherheitskonferenz zusammen mit der belarussischen Oppositionsführerin Swjatlana Zichanouskaja. Während des russischen Überfalls auf die Ukraine veröffentlichte er in der britischen Tageszeitung The Guardian einen viel beachteten Artikel über die Hintergründe des anhaltenden Krieges und die „dysfunktionale Familienangelegenheit“ zwischen Belarus, Russland und der Ukraine.

## Werke (Auswahl)
- 2014 – Бывший сын (Der ehemalige Sohn)
  - Der ehemalige Sohn : Roman. Übersetzung Ruth Altenhofer. Zürich : Diogenes, 2021
- 2016 – Травля (Die Jagd)
  - Die Jagd : Roman. Übersetzung Ruth Altenhofer. Zürich : Diogenes, 2022
- 2017 – Красный крест (Rote Kreuze)
  - Rote Kreuze : Roman. Übersetzung Ruth Altenhofer. Zürich : Diogenes, 2020
- 2019 – Возвращение в Острог (Der Schatten einer offenen Tür)
  - Der Schatten einer offenen Tür : Roman. Übersetzung Ruth Altenhofer. Zürich : Diogenes, 2024
- 2022 – Кремулятор (Kremulator)
  - Kremulator : Roman. Übersetzung Ruth Altenhofer. Zürich : Diogenes, 2023